# Zataria
Zataria es un género monotípico de plantas con flores perteneciente a la familia Lamiaceae. Su única especie: Zataria multiflora Boiss., Diagn. Pl. Orient. 5: 18 (1844), es originaria de Irán, Afganistán y Pakistán.

## Descripción
Es un arbusto que alcanza un tamaño de hasta (30 -) 60-80 cm de altura, muy ramificado con las ramas inferiores leñosas. Las hojas orbiculares ovadas a orbiculares, redondeadas a cuneadas, truncadas en la base, pubescente blanquecinas cuando joven. Tallos florales ramificados o con ramas laterales cortas. Verticilados con 6-12, 8-10 flores, con cortos pedúnculos laterales. Brácteas oblongas estrechas, más cortas que los cálices. Cáliz de. 2 mm de largo, con  numerosos glóbulos de aceite de color rojizo. Corola blanca de 3 mm, con el exterior un poco piloso y con glóbulos de aceite. El fruto en forma de núculas.

## Taxonomía
El nombre genérico deriva de la palabra árabe que significa tomillo "Za'atar". Aunque en algunas notas de campo consta que la planta tiene un aroma de tomillo y como tiene cierto parecido a algunos tomillos y oréganos del Mediterráneo, las afinidades del género son inciertas y  parece ser un género relicto aislado.
Incluso en un estado estéril, Zataria puede ser reconocido por las glándulas orbiculares, densamentes poblado de hojas, ovaladas y las papilas pilosas blanquecinas. En los pocos ejemplares examinados, en Pakistán, había flores hermafroditas, en su mayoría con esterilidad masculina y unas pocas, al parecer, femeninas estériles. Las observaciones de campo sobre la variación sexual dentro de las plantas y de las poblaciones sería un estudio interesante.

## Sinonimia
- Zataria bracteata Boiss., Diagn. Pl. Orient., II, 4: 12 (1859).[1]